# Lošonec
Lošonec este o comună slovacă, aflată în districtul Trnava din regiunea Trnava. Localitatea se află la altitudinea de 254 m deasupra n.m., se întinde pe o suprafață de 23,709 km2 și în 2024 număra 607 de locuitori. Se învecinează cu comuna Smolenice.

## Istoric
Localitatea Lošonec este atestată documentar din 1332.

## Demografie
| An:                | 1994 | 2004   | 2014   | 2024    |
| ------------------ | ---- | ------ | ------ | ------- |
| Număr de persoane: | 543  | 522    | 505    | 607     |
| Diferență:         |      | −3,86% | −3,25% | +20,19% |

| An:                | 2023 | 2024   |
| ------------------ | ---- | ------ |
| Număr de persoane: | 606  | 607    |
| Diferență:         |      | +0,16% |